# Welgelegen (Coronie)
Welgelegen es uno de los tres ressorts en los que se divide el distrito de Coronie, en Surinam. Está ubicado al extremo oriente del distrito.
Limita al norte con el Océano Atlántico, al oriente con el río Coppename, que hace las veces de frontera con el distrito de Saramacca, al sur limita con el distrito de Sipaliwini y al occidente con el ressort de Totness. 
Para el 2004, Welgelegen según cifras de la Oficina Central de Asuntos Civiles (CBB), tenía 605 habitantes. 